# 牧港サービス事務所
牧港サービス事務所 (まきみなとサービスじむしょ 英語 Machinato Service Office) は、沖縄県浦添市牧港の国道58号線沿いにあった米軍基地の一つ。沖縄返還協定での米軍基地施設番号は FAC6055。1973年に返還された。また東側に隣接して同じく陸軍の牧港倉庫があり、こちらは1974年に返還されている。

## 概要
沖縄エクスチェンジサービス (OWEX) の牧港倉庫に隣接して沖縄サービス事務所があった。建物のみの施設で、事務所となっていた。
- 旧称: Post Service Office
- 改称: 牧港サービス事務所 (Machinato Service Office)[1]

建物のみの施設である。同施設は撤去されている
- 年代不明: 使用が開始される
- 1973年6月30日、全返還[2]。

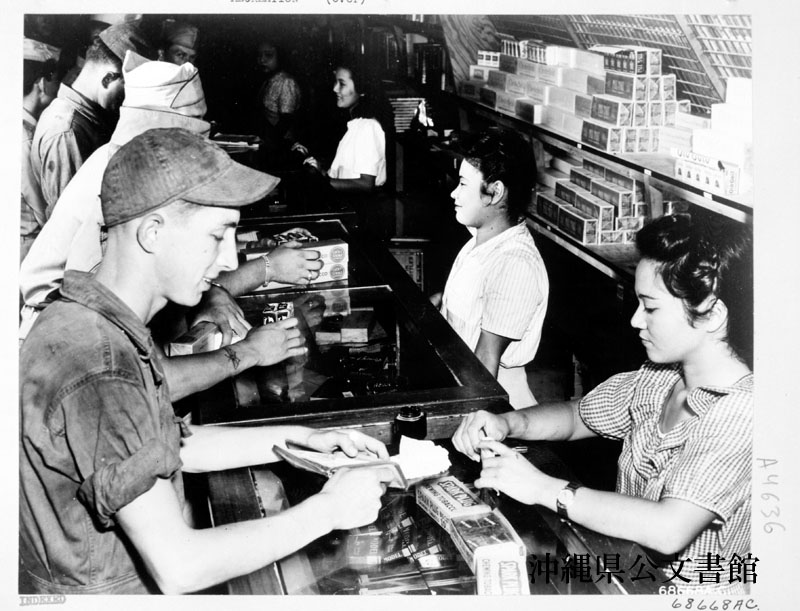
ポスト・エクスチェンジ (軍の売店) で働く地元の女性たち。

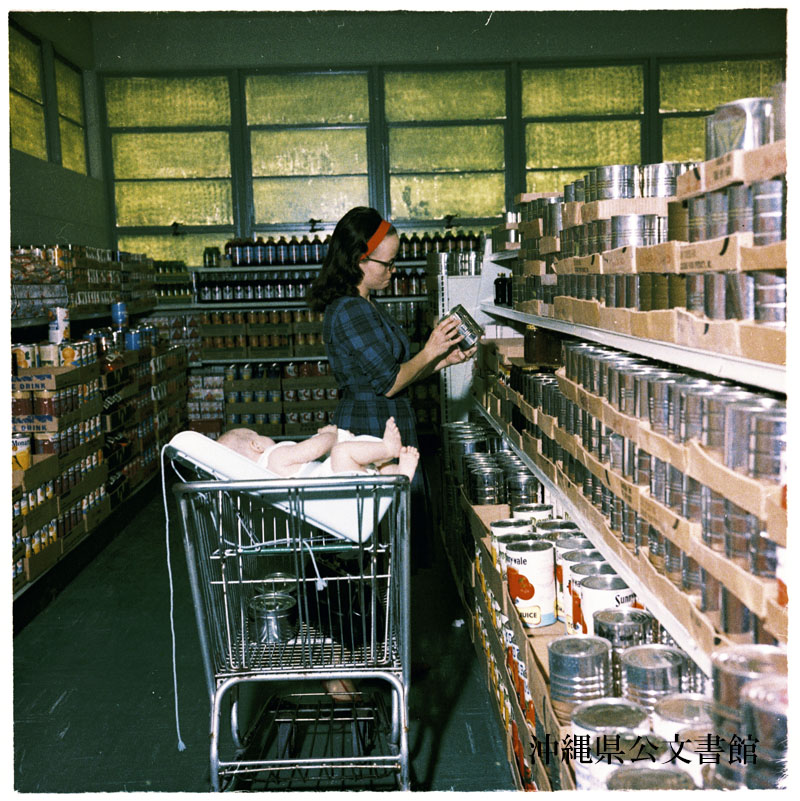
那覇・牧港地区のカミソリー (1967年)

ポスト・エクスチェンジは軍隊用語で通称 PX とよばれる。軍隊内で、日用品や飲食物を供給販売する売店をさす。カミソリー ( Commissary) とも呼ぶ。旧日本軍では酒保と呼ぶものに該当する。